# Headcat
(Head Cat)
Gli HeadCat (precedentemente noti come The Head Cat) sono un supergruppo rockabilly nato negli Stati Uniti nel 2000 da Lemmy Kilmister (Motörhead), Danny B. Harvey (Rockats, 13 Cats, Lonesome Spurs) e Slim Jim Phantom (Stray Cats).
Il nome deriva dall'unione dei loro gruppi: Motörhead, 13 Cats e Stray Cats.

## Storia del gruppo
Il gruppo ha inciso tre album: nel 2000 è stato pubblicato Lemmy, Slim Jim & Danny B., noto anche come Rock & Roll Forever. E, nel 2006, sarà edito dalla Cleopatra Records, il più ufficiale Fool's Paradise: contiene quasi tutte (eccetto tre) le tracce del primo album.
Nello stesso anno è stato pubblicato anche il DVD dal vivo Rockin' the Cat Club - Live from the Sunset Strip.
In tutte e tre le pubblicazioni, gli Head Cat suonano cover di pezzi famosi rockabilly degli anni sessanta e settanta, tra cui figurano anche artisti come Elvis Presley.
Nell'estate 2011 è uscito l'album Walk the Walk...Talk the Talk, che contiene sempre cover di pezzi famosi, ma anche due inediti, American Beat e The Eagle Flies On Friday.
Il 28 dicembre 2015 è morto, dopo aver compiuto da poco 70 anni, il cantante Lemmy Kilmister a causa di un cancro alla prostata e di un'insufficienza cardiaca congestizia.
Il 3 dicembre 2016 in quel di Berlino il gruppo ha eseguito il loro primo show dopo la morte dello storico frontman, in una serata proprio in suo onore intitolata "Long Live Lemmy".
Nel maggio 2017 è stato invece rivelato che l'ex Morbid Angel David Vincent sostituirà il compianto leader e che quindi il gruppo continuerà con i concerti e i tour. La prima cover presentata con lui alla voce è T For Texas.

## Formazione

### Formazione attuale
- David Vincent - voce, basso
- Danny B. Harvey - basso, chitarra elettrica, tastiere, cori
- Slim Jim Phantom - batteria, percussioni, cori

#### Ex componenti
- Lemmy Kilmister - voce, chitarra acustica, basso, armonica a bocca

### Turnisti
- Djordje Stijepovic - contrabbasso
- Johnny Bowler - contrabbasso

## Discografia
- 2000 – Lemmy, Slim Jim & Danny B.
- 2006 – Fool's Paradise
- 2011 – Walk the Walk...Talk the Talk

## Videografia
- 2006 – Rockin' the Cat Club - Live from the Sunset Strip